# Wagner János (botanikus)
Wagner János (Temeskeresztes, 1870. április 20. – Budapest, 1955. május 23.) tanár, botanikus. Botanikai szakmunkákban nevének rövidítése: „J.Wagner”.

## Élete
23 évesen szerzett intézeti tanári képesítést, majd Csáktornyán, Kiskunfélegyházán és Aradon is tanított. 1911-ben a magyar fővárosban igazgató, 3 év múlva szakfelügyelő lett, később főigazgató. 1928-ban nyugdíjba vonult. Magyarország és a Balkán növényvilágát tanulmányozta, monográfiát írt a Centaurea-fajokról és a hársakról. Munkái számos lapban megjelentek, elsősorban a Magyar Botanikai Lapban. Növények is viselik nevét.
Általa leírt növény pl. Ardisiandra wettsteinii , a buzérféle Hoffmannia robusta , a kutyatejek közé tartozó Euphorbia wimmeriana .

## Fő művei
- Magyarország virágos növényei (Bp., 1903);  (Természettudományi Könyvkiadó Vállalat)
- A kis kertész (Bp., 1906);
- Magyarország gyógynövényei (saját színes festményeivel, Bp., 1908);
- A kis tudósok (Bp., 1909);
- A magyarországi Centaureák ismertetése (Bp., 1910);
- Die Vegetation der ärarischen Sandpusta Deliblat, (Selmecbánya, 1914);
- Hársfatanulmányok (Magy. Botan. L. 1925 – 1934);
- Magyarország hársai (Kertészeti Közl. 1941 – 1945);
- Fünfzehnjährige Beobachtungen an ungarischen Pulsatillen (Acta Botan. Szeged, 1942).